# Флат Рок (округ Хендерсон, Северна Каролина)
Флат Рок (енгл. Flat Rock, Henderson County) град је у америчкој савезној држави Северна Каролина.

## Демографија
По попису из 2010. године број становника је 3.114, што је 549 (21,4%) становника више него 2000. године.
| Група             | 2000.         | 2010.         |
| Белци             | 2.506 (97,7%) | 3.027 (97,2%) |
| Афроамериканци    | 12 (0,5%)     | 13 (0,4%)     |
| Азијати           | 3 (0,1%)      | 11 (0,4%)     |
| Хиспаноамериканци | 30 (1,2%)     | 36 (1,2%)     |
| Укупно            | 2.565         | 3.114         |